# Lolo-Bouenguidi
Lolo-Bouenguidi är ett departement i Gabon. Det ligger i provinsen Ogooué-Lolo, i den centrala delen av landet, 300 km sydost om huvudstaden Libreville. Antalet invånare är 30 643.